# Ряд подгрупп
В математике ряд подгрупп — это цепь подгрупп вида {\displaystyle \{1\}=G_{0}\subseteq G_{1}\subseteq \cdots \subseteq G_{n}=G}. Ряды подгрупп могут упростить изучение группы {\displaystyle \displaystyle G} сводя его к изучению подгрупп этой группы и к изучению взаимосвязей между ними. Ряды подгрупп могут формировать важные инварианты заданной группы {\displaystyle \displaystyle G}.

## Определение

### Нормальный ряд, субнормальный ряд
Субнормальный ряд (называемый также субнормальной башней, субинвариантным рядом, субнормальной матрёшкой или просто рядом) группы {\displaystyle \displaystyle G} — это последовательность подгрупп
{\displaystyle \{1\}=G_{0}\subseteq G_{1}\subseteq \cdots \subseteq G_{n}=G,}
каждая из которых есть нормальная подгруппа в большей подгруппе, следующей непосредственно за ней, то есть
{\displaystyle \displaystyle G_{i}\triangleleft G_{i+1}}. Если, кроме того, каждая из подгрупп {\displaystyle G_{i}} нормальна в группе {\displaystyle \displaystyle G}, то ряд называется нормальным.
Факторгруппы {\displaystyle G_{i+1}/G_{i}} называются факторгруппами ряда.

### Длина ряда
Ряд с дополнительным свойством {\displaystyle \displaystyle G_{i}\neq G_{i+1}} для всех {\displaystyle \displaystyle i} называется рядом без повторов. Длина ряда — это число собственных включений {\displaystyle \displaystyle G_{i}\varsubsetneq G_{i+1}}. Если ряд не имеет повторов, то его длина равна {\displaystyle \displaystyle n}.
Для субнормального ряда, его длина — это число нетривиальных факторгрупп ряда. Каждая нетривиальная группа имеет субнормальный ряд длины 1, а именно ряд
{\displaystyle \{1\}=G_{0}\varsubsetneq G_{1}=G}. Каждая собственная нормальная подгруппа определяет субнормальный ряд длины 2. Для простых групп тривиальный ряд длины 1 является единственным возможным субнормальным рядом.

### Восходящие и нисходящие ряды
Ряды подгрупп могут быть записаны в восходящем порядке
{\displaystyle \{1\}=G_{0}\subseteq G_{1}\subseteq \cdots \subseteq G_{n}=G,}
либо в нисходящем порядке
{\displaystyle G=G_{0}\supseteq G_{1}\cdots \supseteq G_{n}=\{1\}.}
Для конечного ряда нет разницы в какой форме он записан — как восходящий или как нисходящий ряд.
Однако для бесконечного ряда уже есть различие: восходящий ряд {\displaystyle \{1\}=G_{0}\subseteq G_{1}\subseteq \cdots \subseteq G,} имеет наименьший элемент, непосредственно следующий за ним элемент,
затем следующий, и так далее, но может не иметь максимального элемента, отличного от {\displaystyle \displaystyle G}. Нисходящий ряд {\displaystyle G=G_{0}\supseteq G_{1}\supseteq \cdots \supseteq \{1\}}, наоборот, имеет наибольший элемент, но может не иметь наименьшего элемента, отличного от {\displaystyle \displaystyle \{1\}}.

### Нётеровы и артиновы группы
Группа, которая удовлетворяет условию обрыва возрастающих цепей, называется нётеровой. Это условие означает, что для такой группы не существует бесконечной цепочки подгрупп, возрастающей относительно отношения включения. Соответственно, группа, удовлетворяющая условию обрыва убывающих цепей, называется артиновой; эта терминология аналогична выделению артиновых и нётеровых колец.
Группа может быть нётеровой и не быть артиновой, пример — аддитивная группа целых чисел. В отличие от колец, группа может быть артиновой и не быть нётеровой, пример — группа Прюфера.
Факторгруппы и подгруппы нётеровых групп являются нётеровыми. Более того, расширение нётеровой группы при помощи нётеровой группы является нётеровой группой (это значит, что если данная группа имеет нётерову нормальную подгруппу, факторгруппа по которой нётерова, то и сама эта группа нётерова). Для артиновых групп верны аналогичные утверждения.
Условие нётеровости группы эквивалентно также условию, что любая подгруппа данной группы является конечнопорождённой.

### Бесконечные и трансфинитные ряды
Бесконечные ряды подгрупп определяются естественным образом: в этом случае нужно зафиксировать некоторое бесконечное линейно упорядоченное индексное множество. Восходящий ряд {\displaystyle \{1\}=G_{0}\subseteq G_{1}\subseteq \cdots \subseteq G}, для которого индексное множество — множество натуральных чисел, часто называют просто бесконечным восходящим рядом. Если подгруппы ряда занумерованы порядковыми числами, то получается трансфинитный ряд, например, ряд
{\displaystyle \{1\}=G_{0}\subseteq G_{1}\subseteq \cdots \subseteq G_{\omega }\subseteq G_{\omega +1}=G.}
Если задана рекурсивная формула для элементов ряда, то можно определять трансфинитный ряд при помощи трансфинитной рекурсии. При этом на предельных порядковых числах элементы восходящего трансфинитного ряда задаются формулой
{\displaystyle G_{\lambda }=\bigcup _{\alpha <\lambda }G_{\alpha },}
а элементы нисходящего трансфинитного ряда — формулой
{\displaystyle G_{\lambda }=\bigcap _{\alpha <\lambda }G_{\alpha }.}
Другие линейно упорядоченные множества редко возникают в качестве индексирующих множеств в рядах подгрупп. Например, можно рассмотреть двусторонне-бесконечный ряд подгрупп, индексированный целыми числами:
{\displaystyle \{1\}\subseteq \cdots \subseteq G_{-1}\subseteq G_{0}\subseteq G_{1}\subseteq \cdots \subseteq G.}

## Сравнение рядов
Уплотнение ряда подгрупп — это другой ряд подгрупп, содержащий каждый элемент первоначального ряда. Понятие уплотнения задаёт частичный порядок на множестве рядов подгрупп заданной группы, ряды подгрупп образуют решётку по отношению к такому упорядочению, а субнормальные и нормальные ряды образуют подрешётки этой решётки. Особый интерес представляют в определённом смысле максимальные ряды без повторов.
Два субнормальных ряда называются эквивалентными или изоморфными, если есть биективное отображение, связывающее множества их факторгрупп, такое, что соответствующие факторгруппы изоморфны.

## Максимальные ряды
Композиционный ряд — это максимальный субнормальный ряд.
В классе конечных субнормальных рядов максимальность означает, что каждая факторгруппа {\displaystyle \displaystyle G_{i+1}/G_{i}} простая, то есть конечный композиционный ряд — это конечный субнормальный ряд с простыми факторгруппами {\displaystyle \displaystyle G_{i+1}/G_{i}}.
В классе восходящих трансфинитных субнормальных рядов максимальность связана с понятием трансфинитной сверхпростоты (hypertranssimplicity).
Группа {\displaystyle \displaystyle G} называется трансфинитно сверхпростой, если она не имеет восходящих субнормальных рядов без повторов (конечных либо трансфинитных), отличных от тривиального ряда {\displaystyle \{1\}=G_{0}\varsubsetneq G_{1}=G}.
Восходящий трансфинитный субнормальный ряд является композиционным рядом, если все его факторгруппы {\displaystyle \displaystyle G_{i+1}/G_{i}} трансфинитно сверхпросты.

## Открытые проблемы
1. Всякая трансфинитно сверхпростая группа является простой. То есть класс трансфинитно сверхпростых групп составляет подкласс в классе простых групп. Остается открытым вопрос о совпадении или несовпадении этих классов. Требуется построить пример простой группы, которая не является трансфинитно сверхпростой, либо доказать, что таких групп не существует.

## Список литературы
1. 1 2  Sharipov, R.A. (2009). Transfinite normal and composition series of groups. arXiv:0908.2257 [math.GR].